# 李大再
李大再（1875年8月2日—1945年2月6日）是臺灣臺南市學甲區人，為「北門地區」的大地主。他是學甲瓦寮聚落的建立者，死後被瓦寮聚落的人奉為神明，稱為「李府元帥」，為永安宮的主神。他所擁有的農地據說有800到1千甲，甚至超過1千甲。

## 生平
李大再是學甲下社仔李姓家族二房後裔。黃明雅根據李家神主牌，認為李大再的父母為「李是現」、「黃賤」，並有兄長「李吾賽」。
1900年左右，他向族人借錢在現今瓦寮一帶買地，築草寮在該處農耕。除了他自己，李大再也邀其弟（一說堂弟）「李約」、「李杭」以及友人「劉變」前來墾地。當時瓦寮一帶為低漥地，李大在墾植有成之後，再用販賣農作物的收入買下周邊的地，逐漸成為小地主。之後他再招徠佃農，並提供土地供其築草屋定居。而在重複這樣的過程之後，李大再最後成為了大地主。他所擁有的土地以瓦寮為中心，東邊到下營區大吉里「山寮仔」，西到學甲區新達里的「山寮」，東南到麻豆區真理大學，北到174縣道。另外據說李大再在學甲大灣與佳里溪州等地也有大片土地。
李大再雖然將土地幾乎都租放給佃農，但實際管理者仍是他，佃農們（大多定居在瓦寮）都遵從其指揮。為了發展其農業，他測量土地，之後開闢農路跟建溝渠。他所修築的溝渠稱為「大再溝」，在「四月早」農作期，他會在鹽水「坔頭港」修築攔水壩，將急水溪的水引入大再溝。「大冬」農作期，因為設在「坔頭港」的攔水壩會因颱風豪雨被沖掉，便改從官田葫蘆埤北邊的「湖仔港」（大港）引水。此外為了管理產業，他還聘了相當多的員工來處理各項業務，以企業化的方式經營。日治末期肥料由有關當局配給，李大再會全部領回再分配給他底下的佃農。而為了管理廣大的農地，他還建有很多管理處，總管理處即他在瓦寮的自宅，而在瓦寮東南方「九股寮」、東北方「倒瘋仔」、西北方「十字」、西方「公塭寮」、南方「草坔埤仔」等處設有較大的管理處。
李大再常救濟窮人，對於清苦的佃農也會減免其租，歉收時則會免租。此外他也熱衷於宗教信仰，經常捐款給學甲慈濟宮。李大再去世後，出殯當日據說剛好碰上美軍空襲。而他原本葬在學甲第一公墓，1959年時遷葬到瓦寮北邊的李家墓園。
後來李家的地在1953年「耕者有其田」政策下，大多放領給佃農。瓦寮居民房屋的建地有些也是在這時放領，或是在這之前向李家買下。而李家後裔在瓦寮一帶據說還有十餘甲的土地。

### 成神
瓦寮聚落形成時，有佃農家中供奉一尊虎爺，後來又陸續有人雕刻池府王爺、觀音佛祖、城隍爺供奉。這些神明原本是各個佃農家自己奉祀的，後來變成居民共同奉祀，以卜爐主的方式供在爐主家中。1974年瓦寮興建社區活動中心，該活動中心同時也兼神明公厝。而據說在選址「觀四轎」時，有一「李府元帥」降駕，眾人原本以為是南鯤鯓代天府的李府千歲，後來才得知祂是李大再。但因「年格」未到，居民在公厝「永安宮」建好後並未雕李府元帥金身，而是安置一隻黑令旗，與池府王爺、觀音、城隍、虎爺同祀。
後來先後有三位地理師認為公厝地勢太低對聚落不好，建議重建或墊高地基。於是居民在1987年在原址擴大重建，並建成正式廟宇。由於要擇定鎮殿主神，居民乃請學甲慈濟宮保生大帝來做主，結果神明指示由李大再「李府元帥」為主神。當時有人認為以神格應由池王爺或觀音鎮殿，但保生大帝「表示」瓦寮聚落是李大再創建，而且眾庄神也已開會一致推舉李大再為主神，故最後永安宮主神仍是李府元帥。
另外在林彩玉（李大再孫子李愈哲的妻子）於李大再瓦厝設置的「法明聖殿」中，李大再則被奉為「西方護法無意施菩薩」。

## 家庭成員
李大再有兩名妻子，大妻子叫洪姜，二妻子叫蔡挽。洪姜有生女兒，但未生兒子，所以領養一男命名「李甲乙」，為李大再的「長子」。蔡挽則先生一女，再生兩子（李耀乾、李耀星），最後再生一女。李甲乙自李大再分得上百甲土地，而李大再去世後，其土地大多由李耀乾管理。
李耀乾（1912年－1950年）娶「林英」（1915年－1995年）為妻，生有五子，分別是愈哲、愈聰、愈彥、愈漢、愈明。二二八事件時被認為有資助「叛亂份子」而遭波及，事件平息後才重回原本生活，但不久因肝癌去世。李耀乾曾在自宅旁邊建有碾米廠，將輾成的糙米轉賣給臺灣省糧食局。後來又打算設立番薯粉工廠，但據說因為政府怕他將來會買走附近所有番薯壟斷市場，所以不讓他動工，導致買設備的投資全泡了湯。李耀乾也曾打算建農業學校，但也未成。
李耀星是企業家，曾在臺南開設罐頭工廠，日後也到澎湖、宜蘭設廠。他有兩個兒子分別名叫奕世、奕民，長子奕世為國泰蔡家的女婿。